# Чеберчинське сільське поселення
Чебе́рчинське сільське поселення (рос. Чеберчинское сельское поселение) — муніципальне утворення у складі Дубьонського району Мордовії, Росія. Адміністративний центр — село Чеберчино.

## Населення
Населення — 334 особи (2019, 421 у 2010, 540 у 2002).

## Склад
До складу поселення входять такі населені пункти:
| Населений пункт       | Населення, осіб (2002) | Населення, осіб (2010) |
| --------------------- | ---------------------- | ---------------------- |
| Красне Польцо, селище | 10                     | 7                      |
| Чеберчино, село       | 530                    | 414                    |